# Grand Prix de Tennis de Toulouse 1984
Il Grand Prix de Tennis de Toulouse 1984  è stato un torneo di tennis giocato sul cemento indoor. È stata la 3ª edizione del Grand Prix de Tennis de Toulouse, che fa parte del Volvo Grand Prix 1984. Il torneo si è giocato a Tolosa in Francia, dal 19 al 25 novembre 1984.

## Campioni

### Singolare maschile
Mark Dickson ha battuto in finale  Heinz Günthardt con il punteggio di 7–6, 6–4

### Doppio maschile
Jan Gunnarsson /  Michael Mortensen hanno battuto in finale  Pavel Složil /  Tim Wilkison con il punteggio di 6–4, 6–2